# Knåptjärnen
Knåptjärnen är en sjö i Nordanstigs kommun i Hälsingland och ingår i Harmångersån-Delångersåns kustområde. Sjöns area är 0,027 kvadratkilometer och den är belägen 75 meter över havet.